# Obligado del abasto
Obligados eran los encargados de abastecer a un pueblo o ciudad de algún género de mercancías, normalmente de primera necesidad (en términos arcaicos, bienes "de comer, beber y arder").

## Los obligados en la España del Antiguo Régimen
Los obligados eran asentistas del abasto de las ciudades del Antiguo Régimen en España, privilegio que ejercían tras haber efectuado una "postura" (puja) en la subasta de la "obligación". La subasta fijaba públicamente las condiciones de la obligación, como el precio, las cantidades u otras circunstancias, siempre en el contexto de la política proteccionista hacia el consumidor propia del contexto histórico. Una vez los géneros en la plaza mayor o plazuelas de la localidad, eran vendidos al por menor por los tablajeros dependientes de los obligados, pues cualquier género de reventa era considerado ilícito. En lo relativo a la actividad de los tablajeros, estaban fiscalizados por el Repeso.
Los obligados del abasto de la Madrid, corte desde el siglo XVI y principal ciudad desde el XVII, llegaron a tener una importancia comercial considerable, pero desconocemos si pudieron alcanzar acumulaciones de capital suficientes como para considerarles precedentes del empresario capitalista. En todo caso no parece que su estrategia sobrepasara el situarse en un lugar parasitario de los flujos principales de la renta feudal como eran las ciudades españolas en el contexto histórico del Antiguo Régimen. En algunos momentos incluso se enfrentaron a grandes dificultades para poder hacer frente a sus obligaciones contractuales. La liberalización del sistema de abastos era impensable en la época, y se intentaban soluciones aún más monopolistas, como el consorcio que agrupó transitoriamente todas las obligaciones de abasto en los Cinco Gremios Mayores de Madrid.
Obligado del abasto de nieve en el Madrid de tiempos de Felipe III fue Paulo Charquías, a cambio de pagar a la Corona un quinto del precio. Construyó los pozos de la nieve en la puerta de Madrid que llegó a conocerse por ese nombre (actual Glorieta de Bilbao); inicialmente eludía el pago de impuestos al vender su producto en los zaguanes de casas nobles, pretextando que era para su consumo (que estaba exento), pero ante lo obvio del fraude se prohibió la práctica, estableciéndose puestos exclusivos para el producto. Llegó a hacerse tan importante que Quevedo le cita en una de sus Jácaras: "La que se peina bochornos, / de cuyas manos Charquías / llena de nieve sus pozos".